# Kráľovce-Krnišov
Kráľovce-Krnišov este o comună slovacă, aflată în districtul Krupina din regiunea Banská Bystrica. Localitatea se află la altitudinea de 339 m deasupra n.m., se întinde pe o suprafață de 19,95 km2 și în 2017 număra 158 de locuitori.

## Istoric
Localitatea Kráľovce-Krnišov este atestată documentar din 1329.

## Demografie
| An:                | 1994 | 2004    | 2014   | 2024    |
| ------------------ | ---- | ------- | ------ | ------- |
| Număr de persoane: | 178  | 158     | 172    | 148     |
| Diferență:         |      | −11,23% | +8,86% | −13,95% |

| An:                | 2023 | 2024 |
| ------------------ | ---- | ---- |
| Număr de persoane: | 148  | 148  |
| Diferență:         |      | +0%  |